# Les Griffes de la forêt
Série Maneater
L'Œil de la Bête
(8 décembre 2007) La Menace des fourmis tueuses
(17 février 2008)
Pour plus de détails, voir Fiche technique et Distribution.
Les Griffes de la forêt (Grizzly Rage) est un téléfilm d'horreur canadien réalisé par David DeCoteau, diffusé le 7 juin 2007 sur The Movie Network / Movie Central, puis aux États-Unis le 16 septembre 2007 sur Sci Fi Channel. Il s'agit du septième film de la collection Maneater series.

## Synopsis
Quatre étudiants décident de fêter la fin de leurs études en faisant une virée dans la campagne. Après avoir écrasé un ourson à bord de leur Jeep Cherokee, ils deviennent la cible d'un grizzly fou de colère et sont peu à peu tués violemment par l'animal.

## Fiche technique
- Titre : Les Griffes de la forêt
- Titre original : Grizzly Rage
- Réalisation : David DeCoteau
- Scénario : Arne Olsen
- Production : Robert Halmi Sr. et Phyllis Laing
- Musique : Joe Silva
- Montage : Bruce Little
- Décors : Réjean Labrie
- Costumes : Linda Madden
- Compagnie de production : Peace Arch Entertainment Group
- Compagnie de distribution : RHI Entertainment
- Pays d'origine : Canada
- Format : Couleurs - 1.78:1 - Dolby Digital - 35 mm
- Genre : Horreur
- Durée : 90 minutes
- Dates de sortie : 7 juin 2007 (The Movie Network / Movie Central)
- interdit aux moins de 12 ans

## Distribution
- Tyler Hoechlin : Wes Harding
- Graham Kosakoski : Sean Stover
- Brody Harms : Ritch Petroski
- Kate Todd : Lauren Findley

## Autour du film
- Le tournage s'est déroulé à Winnipeg, au Canada.

## DVD (France)
- Le film est sorti en DVD Keep Case le 6 janvier 2009 chez Aventi au format 1.77 4/3 non anamorphique en français 2.0 sans sous-titres et sans suppléments. (ASIN B001S9HR4Y)
- Le film est sorti en DVD Keep Case le 3 mai 2011 chez ICO Vidéo au format 1.77 panoramique 16/9 en français 2.0 et anglais 2.0 avec sous-titres et en supplément des bandes annonces. (ASIN B004N8A6EA)